# أرون هير
أرون هير (بالإنجليزية: Aaron Herr)‏ هو لاعب كرة قاعدة أمريكي، ولد في 7 مارس 1981 في لانكستر في الولايات المتحدة.